# Brookesia valerieae
Brookesia valerieae este o specie de cameleoni din genul Brookesia, familia Chamaeleonidae, descrisă de Raxworthy 1991. A fost clasificată de IUCN ca specie în pericol. Conform Catalogue of Life specia Brookesia valerieae nu are subspecii cunoscute.